# Anuncio de Señales y Frenado Automático

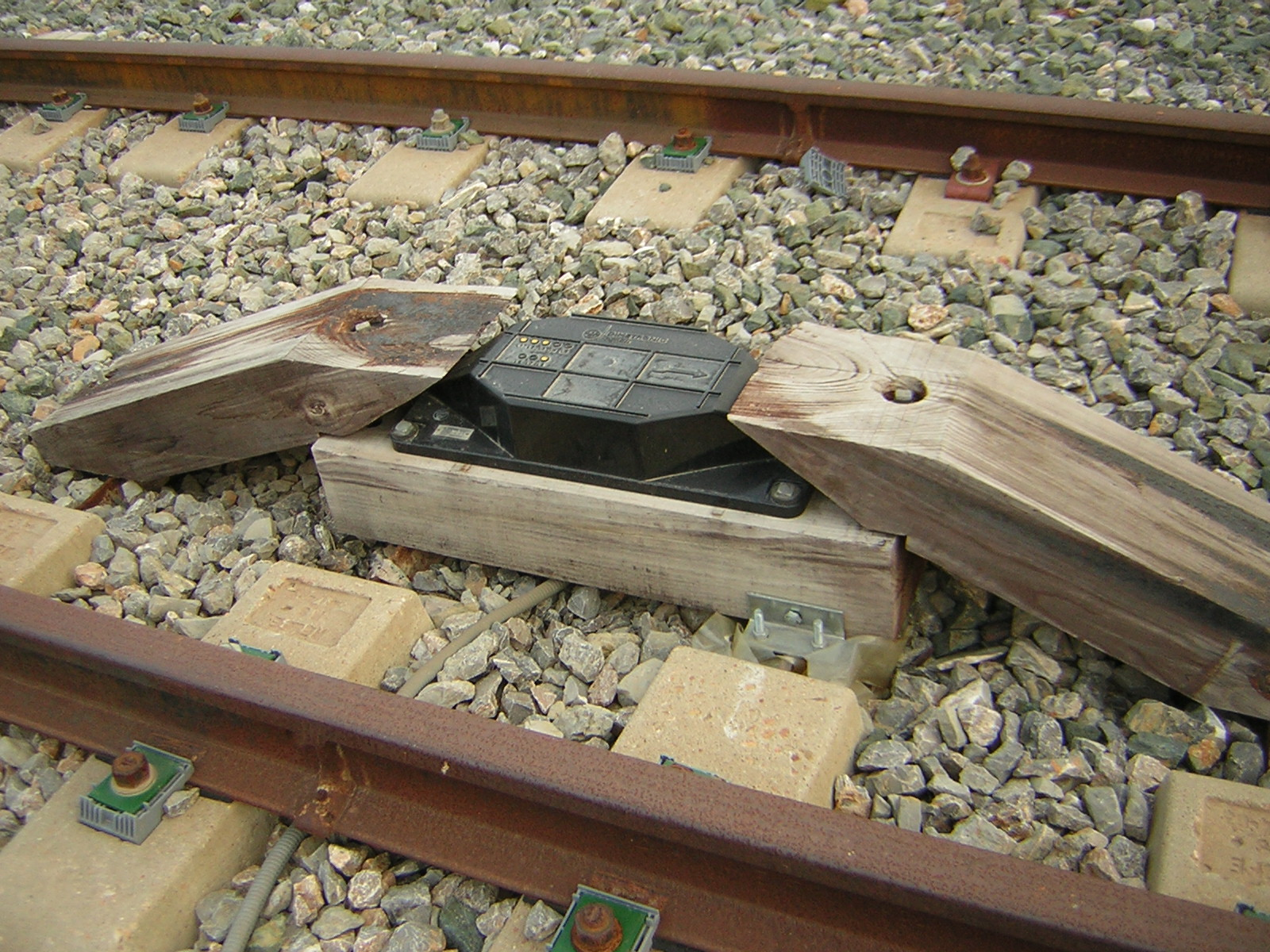
ASFA baken

Anuncio de Señales y Frenado Automático (Spaans voor Aankondiging van Seinen en Automatisch Remmen) of ASFA is een treinbeïnvloedingssysteem dat toegepast wordt in Spanje.
ASFA maakt gebruik van bakens in de vorm van inductiespoelen, die in het algemeen 300 meter vóór een sein zijn geplaatst. De bakens zijn tussen de rails van de spoorbaan aangebracht, iets uit het midden, zodat het lezen van de bakens richtingafhankelijk is. De bakens wekken een magnetisch veld op dat met een bepaalde frequentie fluctueert. Er zijn vijf frequenties mogelijk, de frequentie hangt af van de stand van de seinen langs de spoorbaan. Het fluctuerende magnetische veld wordt opgevangen door een antenne in de trein. 
De informatie van het baken wordt getoond aan de machinist of treinbestuurder, die de ontvangst van de informatie moet bevestigen. Als de bevestiging uitblijft activeert de treinapparatuur de noodrem. ASFA wordt niet als beveiligingssysteem gezien, maar als waarschuwingssysteem, omdat het niet in alle gevallen de snelheid van de trein bewaakt.
ASFA kent vijf varianten:
- ASFA clásico (voor snelheden tot 160 km/h)
- ASFA FAC (gebruikt door de spoorwegmaatschappij FAC)
- ASFA 200 (voor snelheden tot 200 km/h)
- ASFA AVE (voor hogesnelheidslijnen; deze variant kent verlengde blokken)
- ASFA digital

| Nummer | Frequentie | Betekenis bij ASFA clásico | Betekenis bij ASFA 200 |
| ------ | ---------- | --- | --- |
| L1     | 60 kHz     | Aankondiging van onder andere: een stoptonend sein; één of meer onbewaakte overwegen; een opdracht tot voorzichtig rijden of een tijdelijke snelheidsbeperking van minder dan 60 km/h.                                             | Als hiernaast. |
| L2     | 64 kHz     | De maximale snelheid is 160 km/h. Het sein dat 300 meter verderop staat, én het daarop volgende sein mogen met die snelheid voorbijgereden worden.                                                                                 | De maximale snelheid is 200 km/h. Het sein dat 300 meter verderop staat mag met die snelheid voorbijgereden worden. Het volgende sein mag met 160 km/h voorbijgereden worden. Afremmen. Als niet tijdig wordt afgeremd tot eerst 180 km/h en daarna 160 km/h activeert de treinapparatuur de noodrem. |
| L3     | 68,3 kHz   | De maximale snelheid is 160 km/h. Het sein dat 300 meter verderop staat, én het daarop volgende sein mogen met die snelheid voorbijgereden worden.                                                                                 | Als hiernaast, maar met maximaal 200 km/h. |
| L7     | 88,5 kHz   | De maximale snelheid is 60 km/h, 50 km/h of 35 km/h, afhankelijk van het treintype. Als die snelheid wordt overschreden activeert de treinapparatuur de noodrem. Het sein dat 300 meter verderop staat mag niet gepasseerd worden. | Als hiernaast. |
| L8     | 95,5 kHz   | Stop | Als hiernaast. |